# Сесил-Бішоп (Пенсільванія)
Сесил-Бішоп (англ. Cecil-Bishop) — переписна місцевість (CDP) в США, в окрузі Вашингтон штату Пенсільванія. Населення — 2730 осіб (2020).

## Географія
Сесил-Бішоп розташований за координатами 40°19′6″ пн. ш. 80°11′36″ зх. д. / 40.31833° пн. ш. 80.19333° зх. д. (40.318355, -80.193281).  За даними Бюро перепису населення США в 2010 році переписна місцевість мала площу 6,58 км², уся площа — суходіл.

## Демографія
Згідно з переписом 2010 року, у переписній місцевості мешкало 2476 осіб у 978 домогосподарствах у складі 743 родин. Густота населення становила 376 осіб/км².  Було 1041 помешкання (158/км²).
Расовий склад населення:
| - 97,6 % — білих - 1,0 % — чорних або афроамериканців - 0,3 % — азіатів |

До двох чи більше рас належало 0,8 %. Частка іспаномовних становила 0,7 % від усіх жителів.
За віковим діапазоном населення розподілялося таким чином: 21,5 % — особи молодші 18 років, 64,4 % — особи у віці 18—64 років, 14,1 % — особи у віці 65 років та старші. Медіана віку мешканця становила 44,4 року. На 100 осіб жіночої статі у переписній місцевості припадало 100,2 чоловіків;  на 100 жінок у віці від 18 років та старших — 99,2 чоловіків також старших 18 років.
Середній дохід на одне домашнє господарство  становив 86 287 доларів США (медіана — 80 606), а середній дохід на одну сім'ю — 99 421 долар (медіана — 97 723). За межею бідності перебувало 2,1 % осіб, у тому числі 0,0 % дітей у віці до 18 років та 7,2 % осіб у віці 65 років та старших.
Цивільне працевлаштоване населення становило 1602 особи. Основні галузі зайнятості: освіта, охорона здоров'я та соціальна допомога — 18,2 %, будівництво — 15,0 %, роздрібна торгівля — 13,2 %.